# Zavim (Talmud)
Zavim (en hebreo: מסכת זבים) (transliterado: Masejet Zavim ) es un tratado del orden de Tohorot, de la Mishná y del Talmud babilónico. Zavim trata sobre la impureza de las emisiones seminales que tienen algunos hombres, generalmente debido a la gonorrea, o alguna otra enfermedad. Un "zav" es un hombre que ha tenido una descarga genital seminal, posiblemente debido a una enfermedad de transmisión sexual. Cuando un varón tiene una de estas descargas, debe contar hasta siete días antes de poder ir a la mikvé y volver a estar en un estado de pureza ritual. Un "zav" o una "zavah" (una mujer con pérdidas de sangre no menstrual), una mujer en estado de nidá, y una mujer que acaba de dar a luz, hacen que las cosas y las personas se vuelvan impuras al tener contacto con ellas, ya sea llevando o moviendo las cosas de un sitio a otro. Los versículos de la Torá que tratan sobre este asunto se encuentran en Levítico 15:1-15.